# Komorowo (powiat brodnicki)
Komorowo – wieś w Polsce położona w województwie kujawsko-pomorskim, w powiecie brodnickim, w gminie Bartniczka.

## Podział administracyjny
W latach 1975–1998 miejscowość administracyjnie należała do województwa toruńskiego. Wieś składa się z osady post-folwarcznej Komorowo i przysiółka Skrobacja.

## Demografia
Według Narodowego Spisu Powszechnego (III 2011 r.) liczyło 384 mieszkańców. Jest piątą co do wielkości miejscowością gminy Bartniczka.

## Historia
W średniowieczu należała do dóbr rycerskich, a od 1870 roku wieś była własnością Banku Toruńskiego, m.in. pod zarządem Łyskowskiego i Grabskiego. W pobliżu wsi przebiegała dawna granica zaborów pruskiego i rosyjskiego – wzdłuż rzeczki Pissy.

## Współczesność
W miejscowości istniało Państwowe Gospodarstwo Rolne, przekształcone następnie w początku lat 90. XX wieku w spółkę. Wieloletnim zarządcą gospodarstwa był menedżer rolny, a także działacz społeczny – Piotr Hoga (zm. 2004).